# Trustfall
Trustfall es el noveno álbum de estudio de la cantante estadounidense Pink. Fue publicado el 17 de febrero de 2023 a través de RCA Records.

## Antecedentes
Tras la publicación de su octavo álbum de estudio Hurts 2B Human en 2019, Pink colaboró en «One Too Many» (2020) con Keith Urban y «Anywhere Away from Here» (2021) con Rag'n'Bone Man. El 21 de mayo de 2021, la cantante lanzó Pink: All I Know So Far, un documental que narraba a Pink en su gira Beautiful Trauma World Tour, que batió récords. El proyecto se promocionó con dos nuevas canciones originales «Cover Me in Sunshine» y «All I Know So Far», así como All I Know So Far: Setlist su álbum en directo. Durante una entrevista realizada en 2021 para promocionar el documental, Pink fue preguntada por su próximo álbum de estudio. Cuando se le preguntó por el tono del álbum, respondió que no estaba segura, ya que estaba en los «primeros días», pero que sería «muy honesto».
El 14 de julio de 2022, Pink lanzó por sorpresa su primer sencillo desde 2021, «Irrelevant», como canción protesta en respuesta a su indignación con la anulación de Roe contra Wade por el Tribunal Supremo de Estados Unidos. De mayo a octubre de 2022, Pink fue cabeza de cartel en Bottlerock Napa Valley, Ohana Festival y Austin City Limits, además de actuar en el Yaamava Theater del sur de California. También tocó en el segundo concierto tributo a Taylor Hawkins en Los Ángeles y en The Hanukkah Sessions de Foo Fighters.

## Composición y producción
Principalmente un álbum dance-pop, Trustfall incorpora elementos de una amplia variedad de subgéneros, en concreto pop rock, Americana, música country, y folk. Algunas pistas también contenían batería militar y la interpretación de solos de piano y guitarra. Líricamente, Trustfall contiene temas de automotivación, autoaceptación, vida después de la muerte, la pérdida y el amor. En una entrevista con Billboard, Pink explicó el significado del álbum y el proceso de grabación:
"La secuencia de este álbum era muy importante para mí, por si alguien lo escucha de principio a fin. Porque la vida es así para mí, es una montaña rusa emocional y es un viaje, y este álbum es eso. [Pero eso no es la vida. La vida es desordenada y hermosa y desordenada otra vez. [...] Han sido tres años de trabajo. «Lost Cause» y «Never Gonna Not Dance Again» fueron las dos primeras canciones del álbum. Y «Never Gonna Not Dance Again» fue mi reacción a la fatiga suprarrenal, el cortisol, el estrés. Era como: «Si el mundo se acaba y nos salimos de nuestro eje, voy a coger mis patines. ¡Vamos a tomar una clase de cócteles en línea! ¿Qué estamos haciendo?" Así que esas canciones del disco fueron una reacción a: «No puedo preocuparme todo el tiempo. También necesito sentir alegría y dejar que esa mierda se vaya de mi espalda". 

## Lanzamiento y promoción
El 18 de noviembre de 2022, Pink anunció Trustfall en el programa matutino de televisión estadounidense Good Morning America' y su fecha de lanzamiento a través de sus cuentas en las redes sociales. El 6 de octubre de 2022, anunció además que realizaría una gira por el Reino Unido y Europa como parte de su Pink Summer Carnival Tour en 2023. Las fechas norteamericanas se anunciaron un mes después. El 17 de octubre de 2022, Pink adelantó el sencillo principal del álbum «Never Gonna Not Dance Again» y publicó un fragmento en las redes sociales.  La canción estuvo disponible en streaming el 4 de noviembre de 2022. Pink interpretó la canción en directo por primera vez en los American Music Awards el 20 de noviembre de 2022.
El 18 de enero de 2023, Pink anunció el segundo sencillo del álbum «Trustfall» y publicó un fragmento de la canción en las redes sociales. El 6 de febrero, apareció en el programa de televisión diurno de la cantante Kelly Clarkson The Kelly Clarkson Show. El 14 de febrero de 2023, Pink lanzó el tercer sencillo del álbum, «When I Get There», escrito por Amy Wadge y David Hodges en honor al difunto padre de Pink, Jim Moore.  El cuarto sencillo «Runaway» fue enviado a las radios de Australia y Alemania el 7 de julio de 2023.
El 13 de octubre de 2023, Pink anunció el lanzamiento de una edición de lujo de Trustfall. La nueva edición, que incluye su single del año pasado «Irrelevant», dos canciones nuevas y seis grabaciones en directo de la gira Summer Carnival Tour, salió a la venta para descarga digital, LP y CD el 1 de diciembre de 2023. También anunció el Trustfall Tour entre octubre y noviembre de 2023 en Estados Unidos como descanso de la Summer Carnival Tour, que se extenderá a Australia en 2024. 

## Crítica
Tras su lanzamiento, Trustfall recibió una respuesta positiva por parte del crítica musical. En Metacritic, que asigna una puntuación normalizada sobre 100 basada en las reseñas de los principales críticos, el álbum recibió una puntuación de 71 sobre 100, basada en las reseñas de nueve críticos, lo que indica «críticas generalmente favorables».
El editor de AllMusic Neil Z. Yeung calificó el álbum con cuatro de cinco estrellas y lo definió como «una sesión de terapia motivacional que gira en torno a temas de cambio, autoaceptación, pérdida y amor, recordando a los oyentes (y a ella misma) que todo irá bien si hay fe frente al miedo y lo desconocido». Impulsada por esta energía espiritualmente liberada, Pink eleva su voz a cotas más altas con resultados que provocan escalofríos, respaldada por algunos de los mensajes más reflexivos de su catálogo. « Maura Johnston de Rolling Stone escribió que las canciones de Trustfall líricamente “no rehúyen de la irascibilidad o de poner los ojos en blanco” sino que “parece que vienen de un lugar genuino” y que »el atractivo de Pink proviene de su habilidad para convertir lo cotidiano en estereotipado. " El crítico de PopMatters Jeffrey Davies opinó que Trustfall «es la estrella del pop más vulnerable que Pink ha sido en años de una manera que no suena formulada sino más bien honesta y reflexiva.»
El crítico de PopMatters John Murphy considera que Trustfall es Pink yendo a lo seguro. Lo cual, dado el éxito que ha logrado con esta fórmula en el pasado, no es lo más descabellado. En algún lugar de Moore se esconde un álbum realmente sorprendente, pero tendrá que empezar a arriesgarse un poco más para que salga a la luz. « Cady Siregar de Consequence encontró que la cantante “todavía lleva sus emociones en la manga, dispuesta a abrazar un profundo sentido de vulnerabilidad mientras procesa algunos acontecimientos extremadamente difíciles”, publicando su “intento más abierto de narración e introspección” en su discografía. Sin embargo, Siregar también escribió que Pink «va a lo seguro» porque «tratar de irradiar honestidad emocional sin el riesgo de parecer ligeramente banal es algo que incluso a las mejores estrellas del pop les cuesta hacer. " En una crítica mixta, Michael Cragg de The Guardian escribió que el álbum es «irregular pero juguetón en algunos lugares», mostrando una «Pink fiable», gracias a su voz, «el elemento clave» de materiales no «siempre a la altura».

## Resultados comerciales
Trustfall debutó en el número uno de la UK Albums Chart con más del 65% de su total compuesto por ventas físicas, convirtiéndose en el cuarto álbum de Pink y el tercero consecutivo en conseguirlo, tras Beautiful Trauma (2017) y Hurts 2B Human (2019). También debutó en el número dos de la Official Vinyl Albums Chart del Reino Unido. En Australia, el álbum debutó en el número uno de la Australian Albums Chart, convirtiéndose en su séptimo álbum número uno en el país. En Estados Unidos,Trustfall debutó en el número dos de la lista Billboard 200 con 74.500 unidades equivalentes a un álbum, de las cuales 59.000 fueron ventas puras del álbum.  Se convirtió en el primer álbum de Pink desde Funhouse (2008) en no debutar en lo más alto de la lista.

## Lista de canciones
| Trustfall track listing |                                            |             |          |  |
| N.º                     | Título                                     | Producer(s) | Duración |  |
| 1.                      | «When I Get There»                         | Hodges      | 3:20     |  |
| 2.                      | «Trustfall»                                | McDaid      | 3:57     |  |
| 3.                      | «Turbulence»                               |             | 3:26     |  |
| 4.                      | «Long Way to Go» (con The Lumineers)       |             | 3:09     |  |
| 5.                      | «Kids in Love» (con First Aid Kit)         |             | 2:47     |  |
| 6.                      | «Never Gonna Not Dance Again»              | Martin      | 3:44     |  |
| 7.                      | «Runaway»                                  |             | 2:42     |  |
| 8.                      | «Last Call»                                |             | 4:03     |  |
| 9.                      | «Hate Me»                                  |             | 3:20     |  |
| 10.                     | «Lost Cause»                               |             | 3:38     |  |
| 11.                     | «Feel Something»                           |             | 3:04     |  |
| 12.                     | «Our Song»                                 |             | 2:54     |  |
| 13.                     | «Just Say I'm Sorry» (con Chris Stapleton) |             | 3:33     |  |
| 43:37                   |                                            |             |          |  |

| Trustfall — Japanese edition (bonus track) |                                                 |             |          |  |
| N.º                                        | Título                                          | Producer(s) | Duración |  |
| 14.                                        | «Never Gonna Not Dance Again» (Sam Feldt remix) | Martin      | 2:47     |  |
| 46:24                                      |                                                 |             |          |  |

| Trustfall — Tour deluxe edition (bonus disc) |                                                      |             |          |  |
| N.º                                          | Título                                               | Producer(s) | Duración |  |
| 1.                                           | «Dreaming» (con Marshmello & Sting)                  | Marshmello  | 2:50     |  |
| 2.                                           | «Irrelevant»                                         | Fitchuk     | 3:52     |  |
| 3.                                           | «All Out of Fight»                                   | FRED        | 3:32     |  |
| 4.                                           | «Just Like Fire" / "Heartbreaker» (Live)             |             | 5:29     |  |
| 5.                                           | «When I Get There» (Live)                            |             | 3:32     |  |
| 6.                                           | «Nothing Compares 2 U» (con Brandi Carlile) (Live)   |             | 5:05     |  |
| 7.                                           | «No Ordinary Love» (Live)                            |             | 3:42     |  |
| 8.                                           | «Cover Me in Sunshine» (con Willow Sage Hart) (Live) |             | 2:51     |  |
| 9.                                           | «What About Us» (Live)                               |             | 4:20     |  |

## Posicionamiento en las listas

### Semanales
| Lista (2023)                        | Mejor posición |
| ----------------------------------- | -------------- |
| Australia (ARIA)                    | 1              |
| Austria (Ö3 Austria)                | 1              |
| Bélgica (Ultratop Flandes)          | 2              |
| Bélgica (Ultratop Valonia)          | 2              |
| Canadá (Billboard Canadian Albums)  | 1              |
| Dinamarca (Hitlisten)               | 24             |
| Países Bajos (Album Top 100)        | 2              |
| Finlandia (Suomen virallinen lista) | 14             |
| Francia (SNEP)                      | 2              |
| Alemania (Offizielle Top 100)       | 1              |
| Hungría (MAHASZ)                    | 7              |
| Irlanda (OCC)                       | 2              |
| Italia (FIMI)                       | 62             |
| Japón (Oricon)                      | 15             |
| Japón (Billboard Japan)             | 38             |
| Lituania (AGATA)                    | 43             |
| Nueva Zelanda (RMNZ)                | 1              |
| Noruega (VG-lista)                  | 3              |
| Polonia (ZPAV)                      | 8              |
| Portugal (AFP)                      | 4              |
| Escocia (Scottish Albums Chart)     | 1              |
| Eslovaquia (ČNS IFPI)               | 36             |
| España (PROMUSICAE)                 | 9              |
| Suecia (Sverigetopplistan)          | 6              |
| Suiza (Schweizer Hitparade)         | 1              |
| Reino Unido (UK Albums Chart)       | 1              |
| Estados Unidos (Billboard 200)      | 2              |

### Fin de año
| Gráfica (2023)                | Posición |
| ----------------------------- | -------- |
| Australia (ARIA)              | 16       |
| Austria (Ö3 Austria)          | 27       |
| Bélgica (Ultratop Flanders)   | 23       |
| Bélgica (Ultratop Wallonia)   | 88       |
| Países Bajos (Album Top 100)  | 48       |
| Francia (SNEP)                | 77       |
| Alemania (Offizielle Top 100) | 19       |
| Suiza (Schweizer Hitparade)   | 25       |
| Reino Unido (OCC)             | 29       |